# St. Petrus und Paulus (Hausen am Tann)

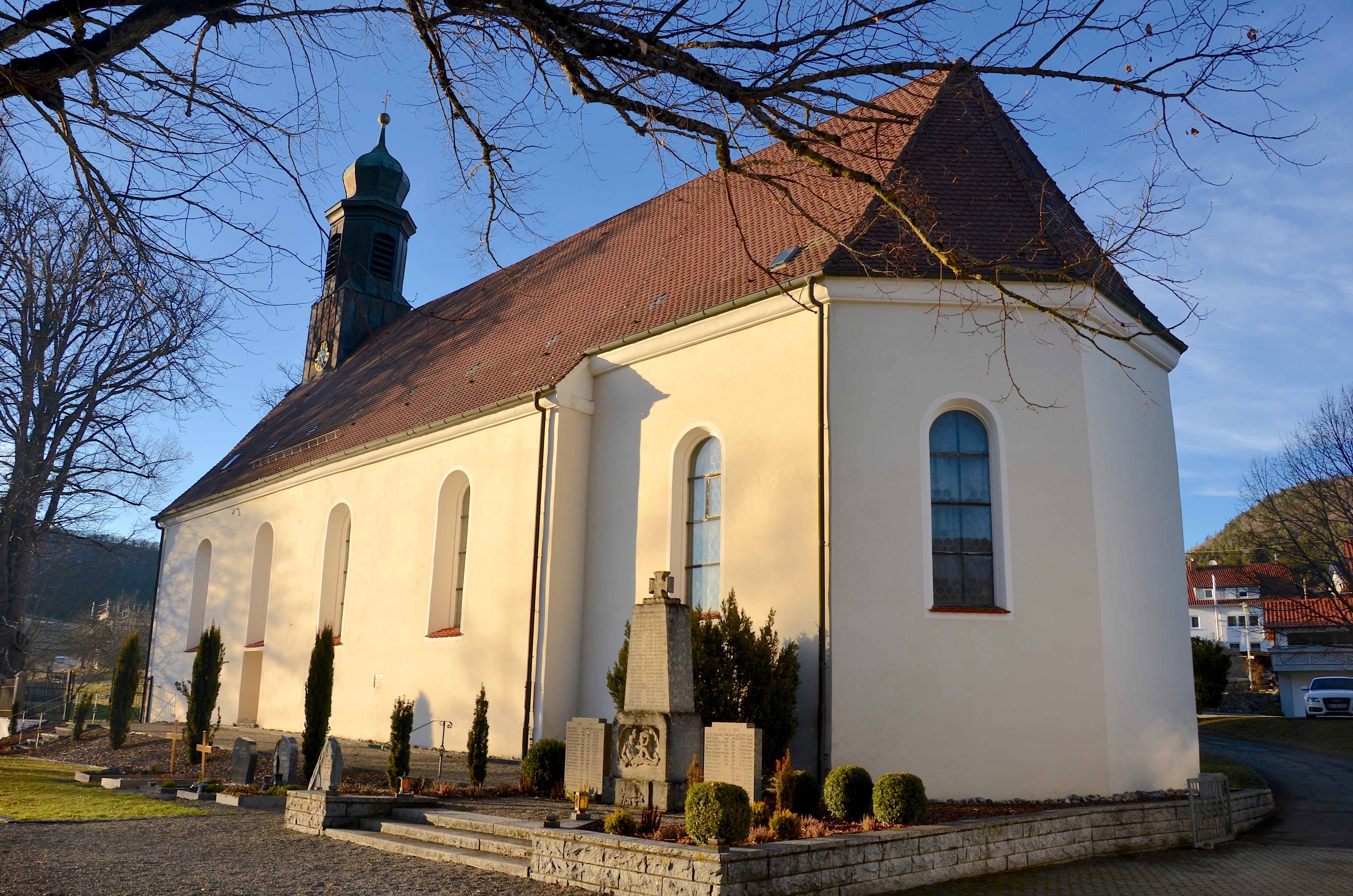
St. Petrus und Paulus in Hausen am Tann

Die römisch-katholische Pfarrkirche St. Petrus und Paulus steht in Hausen am Tann, einer kleinen Gemeinde im Zollernalbkreis in Baden-Württemberg. Die Kirchengemeinde gehört zum Dekanat Balingen der Diözese Rottenburg-Stuttgart. Das Bauwerk ist beim Landesamt für Denkmalpflege Baden-Württemberg als Baudenkmal eingetragen.

## Beschreibung
Die Saalkirche wurde 1788 erbaut. Sie besteht aus einem Langhaus und einem eingezogenen, dreiseitig geschlossenen Chor im Osten, an dessen Nordwand die Sakristei angebaut ist. Aus dem Satteldach des Langhauses erhebt sich im Westen ein quadratischer Dachreiter, der die Turmuhr und in dem darauf sitzenden achteckigen Geschoss den Glockenstuhl beherbergt. Darauf sitzt eine Zwiebelhaube. 
Die Orgel wurde 1969 als Opus 875 durch den Freiburger Orgelbau Hartwig und Tilmann Späth errichtet.